# 天红镇
天红镇，是中华人民共和国江西省九江市彭泽县下辖的一个乡镇级行政单位。

## 行政区划
天红镇下辖以下地区：
庙前村、先峰村、天红村、大港村、武山村、凤鸣村、冯山村、前山村、团结村、天红农科所村和龙宫洞风景区管理处社区。